# 高峰乌头
高峰乌头（学名：Aconitum alpinonepalense）为毛茛科乌头属下的一个种。

## 扩展阅读
- 維基物種上的相關：高峰乌头